# Raniji Yan
Raniji Yan (kineski: 前燕 / 西秦, pinyin: Qiányàn; 385. – 400., 409. – 431.) bila je država Xianbeija koja je vladala sjeveroistočnom Kinom od 337. do 370. godine, u razdoblju Šesnaest kraljevstava.  
Njezinim osnivačem se smatra Murong Hui, Xianbei poglavica koji je početkom 4. stoljeća kao vojskovođa služio kinesku dinastiju Jin, te bio jedini Xianbei vjeran dinastiji nakon Wu Hu ustanka i protjerivanja carske vlasti sa sjevera Kine, za što je dobio titulu vojvoda od Liaodonga. Njegov sin Murong Huang je 337. godine za sebe preuzeo titulu „princ od Yana” što se smatra osnivanjem države, iako je ona formalno još uvijek bila potčinjena Kini. Tek kada je Murong Jun 352. godine uspio zauzeti najveći dio teritorija države Kasniji Zhao proglasio je sebe carem, označivši time potpuni prekid s dinastijom Jin. Nova država se uspjela proširiti na jug, sve do sjeverne obale rijeke Yangtze. Njezina moć je, međutim, bila kratka vijeka; korupcija i spletke na dvoru Murong Weija su je oslabile, te ju je osvojila država Raniji Qin.

## Vladari Ranijeg Yana
| Hramsko ime                             | Postumno ime    | Prezime i ime       | Duljina vladavine | Prijestolno ime i duljina trajanja                                                |
| --------------------------------------- | --------------- | ------------------- | ----------------- | --------------------------------------------------------------------------------- |
| Konvencionalno kineski: prezime, pa ime |                 |                     |                   |                                                                                   |
| Taìzǔ (太祖)                            | Wénmíng (文明)  | 慕容皝 Mùróng Huǎng | 337. – 348.       | Yànwáng (燕王) 337. – 348.                                                        |
| Lièzōng (烈宗)                          | Jǐngzhāo (景昭) | 慕容儁 Mùróng Jùn   | 348. – 360.       | Yànwáng (燕王) 348. – 353. Yuánxǐ (元璽) 353. – 357. Guāngshoù (光壽) 357. – 360. |
| nema                                    | Yōu (幽)        | 慕容暐 Mùróng Wěi   | 360. – 370.       | Jiànxī (建熙) 360. – 370.                                                         |

## Poveznice
- Xianbei
- Wu Hu